# Коммунитаризм
Коммунитари́зм (от англ. communitarian ← фр. commune «община» ← лат. commūnis «общий») имеет два значения.
Филосо́фский коммунитари́зм — течение, считающее, что общины, общество формируют каждого отдельного человека, в отличие от либеральной и либертарианской философий, рассматривающих общины как объединение личностей. В частности, коммунитаристы критиковали либеральное допущение о том, что индивид может рассматриваться абсолютно автономно от общества, в котором он живёт и которым он воспитан. Со своей стороны, они выдвинули концепцию индивида, подчёркивающую роль, которую играет общество в формировании ценностей, мыслей и мнений любого индивида.
Это — древнейшая философия, хотя сам термин «коммунитаризм» возник недавно. Впервые его предложил Н. А. Бердяев, к этому течению относят и В. С. Соловьёва. Современные коммунитаристы критикуют либерализм за игнорирование критической роли традиционных сообществ, в том числе политических партий, и восстанавливают социальную значимость ценностно-рационального поведения. В то же время современный коммунитаризм, в отличие от отказа Фридриха Ницше и многих экзистенциалистов от идей Просвещения, сам является развитием либерально-демократического консенсуса эпохи Просвещения и века разума «Свобода. Равенство. Братство». Коммунитаризм акцентирует внимание на идее братства и критикует либертарианцев за гипертрофирование идеи свободы, а радикальных коммунистов — за гипертрофирование идеи равенства. Противостояние либерализма и коммунитаризма не является непримиримым, так как и либерализм, и современный коммунитаризм являются либерально-демократическим ответом на нигилизм и безудержный индивидуализм (неолиберализм). Если современный философский либерализм рассматривает справедливость прежде всего как честность, то, с точки зрения коммунитаризма, справедливость понимается в первую очередь как братство и иерархическое равенство. Основой философского конфликта между либерализмом и коммунитаризмом является конфликт концепций индивидуализма либералов и коллективизма коммунитаристов, а также универсализма либералов и контекстуализма коммунитаристов. Дискуссия между либералами и коммунитариями влияет на отказ от прежней концепции мультикультурализма как толерантности, в том числе к нетерпимости, и переход к новой концепции мультикультурализма, подчёркивающей право на сохранение прежней культурной идентичности стран, принимающих иммигрантов.
Идеологи́ческий коммунитари́зм — изначально основанная на одной из современных интерпретаций философского коммунитаризма радикально-центристская идеология конца XX века, объединяющая моральный консерватизм и леволиберальную экономическую политику, стремящаяся к сильному гражданскому обществу, основой которого являются местные сообщества и неправительственные общественные организации, а не отдельные личности.
Не следует смешивать философский коммунитаризм и идеологический коммунитаризм. Хотя основатели идеологического коммунитаризма придерживались современного философского коммунитаризма, но многие представители современного философского коммунитаризма считали себя в плане идеологии либералами (например, Майкл Уолцер или связанный также с новыми левыми Тейлор), в связи с чем иногда внутри коммунитаризма выделяют «либеральный коммунитаризм», или левыми (например, Белл), многие придерживались и консервативных взглядов. Большинство теоретиков философского коммунитаризма, признавая свою общность, сами себя обычно не называют коммунитаристами, особенно после образования идеологического коммунитаризма.
Наоборот, многие современные сторонники идеологического коммунитаризма не разделяют мировоззрение философского коммунитаризма. Например, сторонник идеологического коммунитаризма Джимбо считает себя адептом антифашистской либертарианской философии Хайека. Хайек действительно был очень близок идеологическому коммунитаризму вследствие его приверженности идеям доступных качественных государственных услуг несмотря на отрицание им плановой экономики и религий, воспитывающих традиционные ценности, вследствие их, по его мнению, анимизма. Он подчёркивал также значение традиционного философского коммунитаризма в культурной эволюции.

## Философия современного коммунитаризма
Своими предшественниками философы современного коммунитаризма считают представителей традиционного философского коммунитаризма — Аристотеля, Фому Аквинского, Руссо, Гегеля, Антонио Грамши — и, подобно новым правым, оппонируют либеральной концепции справедливости Ролза, основанной на концепции обстоятельств справедливости Юма. «Кратко можно сказать, что обстоятельства справедливости возникают всякий раз, когда взаимно незаинтересованные индивиды выдвигают конфликтующие претензии относительно распределения общественных преимуществ в условиях относительной недостаточности. При отсутствии этих обстоятельств добродетель справедливости не возникает таким же точно образом, как при отсутствии опасности жизни и здоровью не может существовать физическое мужество». Если же либеральная справедливость зависит от внешних обстоятельств, то невозможен её абсолютный приоритет. Поэтому философ современного коммунитаризма Майкл Сэндел предлагает рассматривать другие обстоятельства справедливости, — характерные для традиционных обществ, где индивид был связан узами коллективизма и где существовала иерархия по праву рождения. Такое общество — не общество по ту сторону справедливости, которое создаётся сатанинскими и деструктивными сектами, а общество иерархической справедливости. Сэндел утверждает, что либеральные теории не учитывают факта нашей укоренённости в определённом месте, времени и культуре. Этот факт ещё должен быть осознан в политической жизни, во всех институтах общества, если только оно хочет быть действительно справедливым. Коммунитаристы предлагают рассматривать справедливость не как условие, при котором атомарные индивиды могут взаимовыгодно общаться, но в качестве условия, при котором люди, имеющие разные привязанности, частично их идентифицирующие, могут стать друзьями. Согласно Макинтайру, единственный путь преодоления недостатков, присущих современной либеральной теории, — это согласие с коммунитаристской концепцией справедливости, в основу которой положена аристотелевская модель с некоторыми изменениями, в частности, отброшена всякая связь с метафизикой; человеческий «телос» рассматривается в традиционном ключе, при этом допускается возможность трагического морального конфликта. Следует отметить, что сам виднейший представитель философии либерализма Дж. Ролз в поздних работах признавал, что его теория справедливости неприменима к отношениям в семье и в общинах традиционных религий. Но и либеральная критика коммунитаризма справедливо отмечает, что вся концепция коммунитаризма строится на традиции, понятие которой у большинства коммунитаристов обычно чётко не определено.
Дэниел Белл считал важнейшими две традиции — изучения капитализма Карла Маркса и индустриализма Сен-Симона, Конта, Раймона Арона. По мнению других авторов, важную роль в возникновении этого идейно-политического течения сыграли две традиции — философского коммунитаризма (включая и марксизм, особенно Грамши) в целом с её акцентом на идее братства и анархистская традиция, концентрирующая внимание на возможности существования общины без вмешательства государства. Тот коммунитаризм, который получил известность в 1980-е гг. в связи с работами Майкла Сэндела, Майкла Уолцера, Аласдера Макинтайра, Дэниела Белла, Чарлза Тейлора, сильно отличается от марксизма Грамши. Марксисты рассматривают идеальное сообщество как нечто достижимое — пусть даже мирными средствами — только путём революционных изменений, свержения капитализма и построения социалистического общества.

## Идеологический коммунитаризм
Новые коммунитаристы — радикалы, но не революционеры, и считают, что сообщество уже существует в виде общих социальных практик, культурных традиций и общественного взаимопонимания. Сообщество не должно строиться заново, оно, скорее, нуждается в защите. До некоторой степени коммунитаристы видят сообщество в тех самых социальных практиках, которые марксисты рассматривают как эксплуататорские и отчуждающие. После того как в 1990 г. группа интеллектуалов в Университете Джорджа Вашингтона (во главе с А. Этциони и У. Галстоном) сформулировала «коммунитарную платформу», которую подписали многие общественные деятели и политики, начался период популяризации нового течения — собственно идеологического коммунитаризма, манифестом которого стала книга А. Этциони «Дух общности: права, обязанности и программа коммунитаризма», опубликованная в 1995 г. Её автор призвал читателей присоединиться к движению коммунитаризма, чтобы дать новую жизнь институтам семьи и школы, избавив их от подавляющих личность качеств. Коммунитаризм выступает за предоставление бесплатного образования, программы по повышению нравственности и защиту окружающей среды. Он жёстко увязывает права личности и права предпринимателей с социальной ответственностью и допускает их ограничение в тех случаях, когда они предоставляются обществом и реализуются за счёт государства. Видными представителями собственно идеологического коммунитаризма называют также Роберта Беллу и Хиллари Клинтон. Своими единомышленниками коммунитарии называют ведущих политиков разных стран и различной партийной принадлежности: демократов Барака Обаму, Хиллари Клинтон, Б. Клинтона и А. Гора, республиканцев Д. Даренберга и А. Симпсона в США, лейбориста Э. Блэра, консерватора Д. Уиллетса, либерала П. Эшдауна в Великобритании; социалиста Ж. Делора во Франции, социал-демократов П. Бургера и П. Майера, христианского демократа К. Биденкопфа, «зелёных» Йошку Фишера и Джема Оздемира в Германии и др. Сами считают себя консервативными коммунитаристами сторонники «Большого Общества» Дэвида Кэмерона.

## Критика
По мнению Р. Рорти, несмотря на критику либерализма, современный философский коммунитаризм — это постмодернистский буржуазный либерализм.
Коммунитаристская идея братства может привести к доминированию «Большого брата». Игнорируя различные нетрадиционные добровольные сообщества, коммунитаристы теоретически легко могут скатиться к подавлению рабочего движения вне профсоюзов, даже антипрофсоюзной деятельности и к подавлению под видом деструктивных и сатанистских сект любых добровольных объединений, отличающихся от традиционных. Коммунитаристов из левых партий поэтому часто называют «новыми правыми». С другой стороны, поскольку коммунитаристы часто рассматривают общины мусульман из титульного населения стран Европы и Америки как нетрадиционные добровольные секты, то несмотря на коммунитаризм самой исламской идеологии идеологема «коммунитаристы» применяется и радикальными миссионерами ислама в Европе и Америке, и озабоченными их диктатом радикальными активистами как единая замена прежних идеологем «крестоносцы», «сионисты», «фашисты», «лейбористы», «коммунисты», «профсоюзные активисты», «правозащитники», «феминисты», особенно после заявления римского папы Бенедикта 13 января 2013 года, что «развитие коммунитаризма — это план Бога». На самом деле папа в своей написанной в высоком стиле речи, в первую очередь, имел в виду «развитие общинности» и, возможно, традиционный философский коммунитаризм христиан, а не современный идеологический коммунитаризм и его защиту традиционных ценностей местных общин и от приезжих (в том числе салафитов), и от противостоящих им местных неоязычников, и не современную философию коммунитаризма. Обращают внимание на эклектичность коммунитаризма, апелляции к Священному Преданию, Библии, Корану, конфуцианству, даже иногда к теософии, Блаватской, Каббале, сходство идеологического коммунитаризма с различными идеями национал-коммунизма о построении социализма в одной отдельной стране на базе её собственных традиций.